# Opheodesoma serpentina
Opheodesoma serpentina is een zeekomkommer uit de familie Synaptidae.
De wetenschappelijke naam van de soort werd in 1850 gepubliceerd door Johannes Peter Müller.